# 65. Międzynarodowy Festiwal Filmowy w Wenecji
65. Międzynarodowy Festiwal Filmowy w Wenecji odbył się w dniach 27 sierpnia − 6 września 2008 roku. Imprezę otworzył pokaz amerykańskiego filmu Tajne przez poufne w reżyserii braci Coen. W konkursie głównym zaprezentowano 21 filmów pochodzących z 10 różnych krajów.
Jury pod przewodnictwem niemieckiego reżysera Wima Wendersa przyznało nagrodę główną festiwalu, Złotego Lwa, amerykańskiemu filmowi Zapaśnik w reżyserii Darrena Aronofsky’ego. Drugą nagrodę w konkursie głównym, Nagrodę Specjalną Jury, przyznano etiopskiemu filmowi Teza w reżyserii Hailego Gerimy.
Honorowego Złotego Lwa za całokształt twórczości odebrał włoski reżyser Ermanno Olmi. Galę otwarcia i zamknięcia festiwalu prowadziła rosyjska aktorka Ksienija Rappoport.

## Członkowie jury

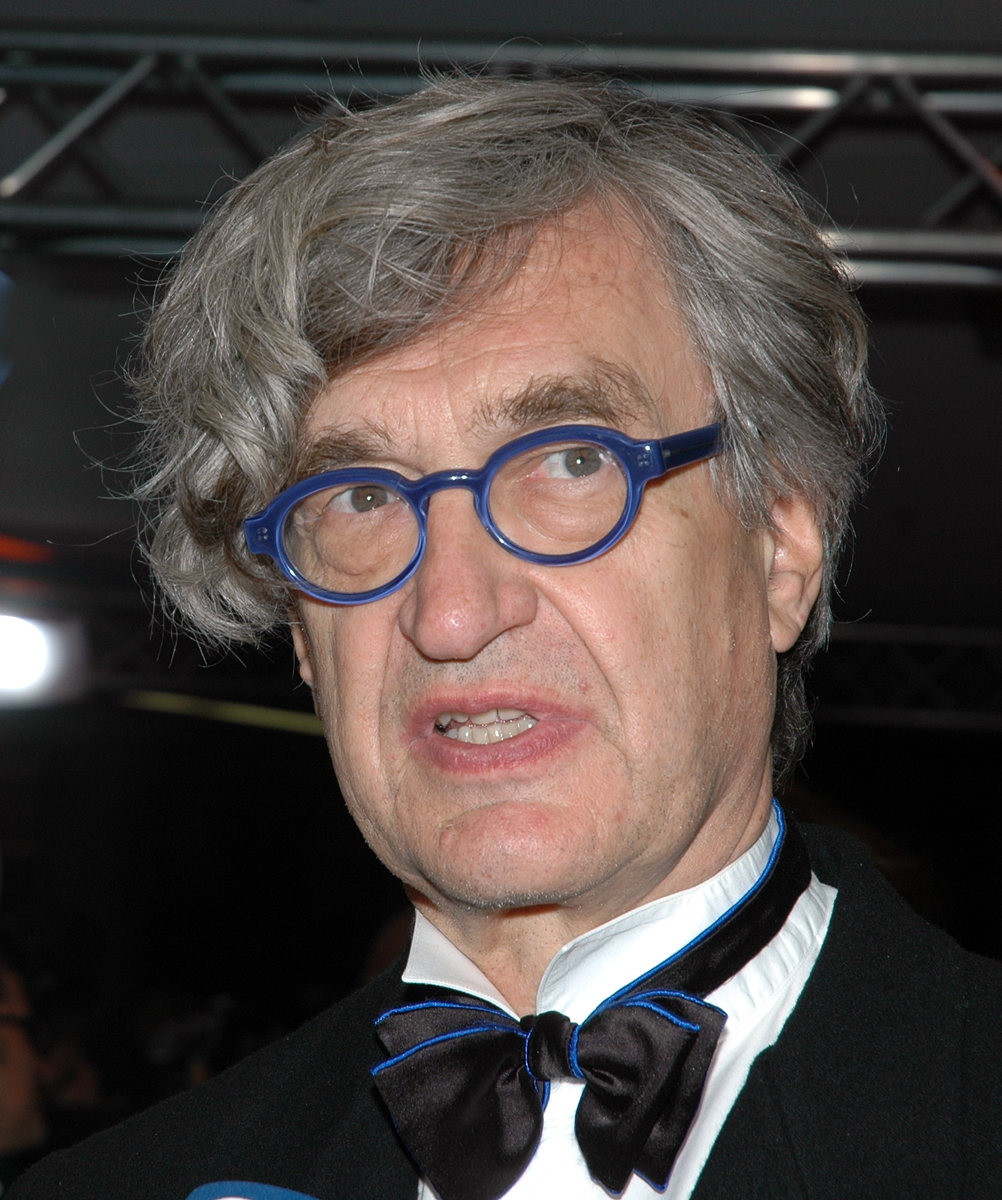
Przewodniczący jury konkursu głównego Wim Wenders.

### Konkurs główny
- Wim Wenders, niemiecki reżyser − przewodniczący jury[7][8]
- Jurij Arabow, rosyjski scenarzysta
- Valeria Golino, włoska aktorka
- Douglas Gordon, brytyjski artysta wizualny
- John Landis, amerykański reżyser
- Lucrecia Martel, argentyńska reżyserka
- Johnnie To, hongkoński reżyser

### Sekcja „Horyzonty”
- Chantal Akerman, belgijska reżyserka − przewodnicząca jury
- Nicole Brenez, francuska historyczka kina
- Barbara Cupisti, włoska reżyserka i aktorka
- José Luis Guerín, hiszpański reżyser
- Veiko Õunpuu, estoński reżyser

### Nagroda im. Luigiego De Laurentiisa
- Abdellatif Kechiche, tunezyjski reżyser − przewodniczący jury
- Alice Braga, brazylijska aktorka
- Gregory Jacobs, amerykański reżyser
- Donald Ranvaud, brytyjski producent filmowy
- Heidrun Schleef, włoska scenarzystka

## Selekcja oficjalna

### Konkurs główny
Następujące filmy zostały wyselekcjonowane do udziału w konkursie głównym o Złotego Lwa:
| Tytuł polski                            | Tytuł oryginalny                           | Reżyseria                               | Kraj produkcji    |
| --------------------------------------- | ------------------------------------------ | --------------------------------------- | ----------------- |
| Achilles i żółw                         | アキレスと亀 Akiresu to kame               | Takeshi Kitano                          | Japonia           |
| Inna                                    | L'autre                                    | Patrick-Mario Bernard i Pierre Trividic | Francja           |
| Birdwatchers                            | BirdWatchers - La terra degli uomini rossi | Marco Bechis                            | Włochy            |
| Papierowy żołnierz                      | Бумажный солдат Bumażnyj sołdat            | Aleksiej German młodszy                 | Rosja             |
| Granice miłości                         | The Burning Plain                          | Guillermo Arriaga                       | Stany Zjednoczone |
| Plastikowe miasto                       | 荡寇 Dang kou                              | Nelson Yu Lik-wai                       | Chiny             |
| Wnętrze kraju                           | قابلة Gabbla                               | Tariq Teguia                            | Algieria          |
| Ponyo                                   | 崖の上のポニョ Gake no ue no Ponyo         | Hayao Miyazaki                          | Japonia           |
| Idealny dzień                           | Un giorno perfetto                         | Ferzan Özpetek                          | Włochy            |
| The Hurt Locker. W pułapce wojny        | The Hurt Locker                            | Kathryn Bigelow                         | Stany Zjednoczone |
| Inju - przebudzenie bestii              | Inju, la bête dans l'ombre                 | Barbet Schroeder                        | Francja           |
| Jerichow                                | Jerichow                                   | Christian Petzold                       | Niemcy            |
| Tej nocy                                | Nuit de chien                              | Werner Schroeter                        | Francja           |
| Ojciec Giovanny                         | Il papà di Giovanna                        | Pupi Avati                              | Włochy            |
| Rachel wychodzi za mąż                  | Rachel Getting Married                     | Jonathan Demme                          | Stany Zjednoczone |
| Ziarno niezgody                         | Il seme della discordia                    | Pappi Corsicato                         | Włochy            |
| The Sky Crawlers                        | スカイ·クロラ Sukai kurora                 | Mamoru Oshii                            | Japonia           |
| Mleko                                   | Süt                                        | Semih Kaplanoğlu                        | Turcja            |
| Teza                                    | ጤዛ Teza                                    | Haile Gerima                            | Etiopia           |
| Vegas: na podstawie prawdziwej historii | Vegas: Based on a True Story               | Amir Naderi                             | Stany Zjednoczone |
| Zapaśnik                                | The Wrestler                               | Darren Aronofsky                        | Stany Zjednoczone |

### Pokazy pozakonkursowe
Następujące filmy zostały wyświetlone na festiwalu w ramach pokazów pozakonkursowych i specjalnych:
| Tytuł polski                                        | Tytuł oryginalny                                                                     | Reżyseria             | Kraj produkcji    |
| --------------------------------------------------- | ------------------------------------------------------------------------------------ | --------------------- | ----------------- |
| 35 kieliszków rumu                                  | 35 rhums                                                                             | Claire Denis          | Francja           |
| Tajne przez poufne                                  | Burn After Reading                                                                   | Joel i Ethan Coenowie | Stany Zjednoczone |
| Wcielenie zła                                       | Encarnação do Demônio                                                                | José Mojica Marins    | Brazylia          |
| The Monster X Strikes Back: Attack the G8 Summit    | ギララの逆襲／洞爺湖サミット危機一発 Girara no gyakushû: Tôya-ko Samitto kikiippatsu | Minoru Kawasaki       | Japonia           |
| Cry Me a River (film krótkometrażowy)               | 河上的爱情 Heshang de aiqing                                                         | Jia Zhangke           | Chiny             |
| Plaże Agnes                                         | Les plages d'Agnès                                                                   | Agnès Varda           | Francja           |
| Puccini i dziewczyna                                | Puccini e la fanciulla                                                               | Paolo Benvenuti       | Włochy            |
| Trzy królowe Langkasuka                             | ปืนใหญ่จอมสลัด Puen yai jon salad                                                       | Nonzee Nimibutr       | Tajlandia         |
| Szirin                                              | شیرین Shirin                                                                         | Abbas Kiarostami      | Iran              |
| Vicino al Colosseo c'è Monti (film krótkometrażowy) | Vicino al Colosseo c'è Monti                                                         | Mario Monicelli       | Włochy            |
| Vinyan                                              | Vinyan                                                                               | Fabrice Du Welz       | Belgia            |
| Do Visível ao Invisível (film krótkometrażowy)      | Do Visível ao Invisível                                                              | Manoel de Oliveira    | Portugalia        |
| Yuppi du                                            | Yuppi du                                                                             | Adriano Celentano     | Włochy            |

### Sekcja „Horyzonty”
Następujące filmy zostały wyświetlone na festiwalu w ramach sekcji „Horyzonty”:

#### Filmy fabularne
| Tytuł polski        | Tytuł oryginalny           | Reżyseria              | Kraj produkcji    |
| ------------------- | -------------------------- | ---------------------- | ----------------- |
| Dzikie pole         | Дикое поле Dikoje polie    | Micheil Kałatoziszwili | Rosja             |
| Szczurze ziele      | A Erva do Rato             | Júlio Bressane         | Brazylia          |
| Żegnaj, Solo        | Goodbye Solo               | Ramin Bahrani          | Stany Zjednoczone |
| Jay                 | Jay                        | Francis Xavier Pasion  | Filipiny          |
| Sex My Life         | خستگی Khastegi             | Bahman Motamedian      | Iran              |
| Jezioro             | Un lac                     | Philippe Grandrieux    | Francja           |
| Melancholia         | Melancholia                | Lav Diaz               | Filipiny          |
| Pa-ra-da            | Pa-ra-da                   | Marco Pontecorvo       | Włochy            |
| Parc                | Parc                       | Arnaud des Pallières   | Francja           |
| Pierwszy dzień zimy | Il primo giorno d'inverno  | Mirko Locatelli        | Włochy            |
| Zaraz eksploduję    | Voy a explotar             | Gerardo Naranjo        | Meksyk            |
| Idealne życie       | 完美生活 Wan mei sheng huo | Emily Tang             | Chiny             |
| Zero Bridge         | Zero Bridge                | Tariq Tapa             | Indie             |

#### Filmy dokumentalne
| Tytuł polski         | Tytuł oryginalny        | Reżyseria                             | Kraj produkcji    |
| -------------------- | ----------------------- | ------------------------------------- | ----------------- |
| Pod poziomem morza   | Below Sea Level         | Gianfranco Rosi                       | Włochy            |
| L'exil et le royaume | L'exil et le royaume    | Jonathan Le Fourn i Andreï Schtakleff | Francja           |
| Los herederos        | Los herederos           | Eugenio Polgovsky                     | Meksyk            |
| In Paraguay          | In Paraguay             | Ross McElwee                          | Stany Zjednoczone |
| Dlatego, że żyjemy   | Puisque nous sommes nés | Jean-Pierre Duret i Andrea Santana    | Brazylia          |
| Wo Men               | 我们 Wo Men             | Huang Wenhai                          | Chiny             |
| Z32                  | Z32                     | Avi Mograbi                           | Izrael            |

## Laureaci nagród

### Konkurs główny
Złoty Lew
- Zapaśnik, reż. Darren Aronofsky

Nagroda Specjalna Jury
- Teza, reż. Haile Gerima

Srebrny Lew dla najlepszego reżysera
- Aleksiej German młodszy − Papierowy żołnierz

Puchar Volpiego dla najlepszej aktorki
- Dominique Blanc − Inna

Puchar Volpiego dla najlepszego aktora
- Silvio Orlando − Ojciec Giovanny

Złota Osella za najlepszy scenariusz
- Haile Gerima − Teza

Złota Osella za wybitne osiągnięcie techniczne
- Aliszer Chamidchodżajew i  Maksim Drozdow za zdjęcia do filmu Papierowy żołnierz

Nagroda im. Marcello Mastroianniego dla początkującego aktora lub aktorki
- Jennifer Lawrence − Granice miłości

Specjalny Lew za dorobek artystyczny
- Werner Schroeter

### Sekcja „Horyzonty”
Nagroda Główna za najlepszy film fabularny
- Melancholia, reż. Lav Diaz

Nagroda Główna za najlepszy film dokumentalny
- Pod poziomem morza, reż. Gianfranco Rosi

Wyróżnienie Specjalne
- Filmy fabularne:  Jezioro, reż. Philippe Grandrieux
- Filmy dokumentalne:  Wo Men, reż. Huang Wenhai

### Wybrane pozostałe nagrody
Nagroda im. Luigiego De Laurentiisa za najlepszy debiut reżyserski
- Obiad w środku sierpnia, reż. Gianni Di Gregorio

Lew za najlepszy film krótkometrażowy w sekcji "Corto Cortissimo"
- Ziemia i chleb, reż. Carlos Armella
- Wyróżnienie Specjalne:  Vacsora, reż. Karchi Perlmann

Nagroda Główna w sekcji „Międzynarodowy Tydzień Krytyki”
- Praktykant, reż. Samuel Collardey

Nagroda Label Europa Cinemas dla najlepszego filmu europejskiego
- Machan, reż. Uberto Pasolini

Nagroda FIPRESCI
- Konkurs główny:  Wnętrze kraju, reż. Tariq Teguia
- Sekcja „Horyzonty”:  Żegnaj, Solo, reż. Ramin Bahrani

Nagroda im. Francesco Pasinettiego (SNGCI – Narodowego Stowarzyszenia Włoskich Krytyków Filmowych)
- Najlepszy włoski film:  Obiad w środku sierpnia, reż. Gianni Di Gregorio
- Najlepszy włoski aktor:  Silvio Orlando − Ojciec Giovanny
- Najlepsza włoska aktorka:  Isabella Ferrari − Idealny dzień
  - Wyróżnienie Specjalne:  Pa-ra-da, reż. Marco Pontecorvo

Nagroda SIGNIS (Międzynarodowej Organizacji Mediów Katolickich)
- The Hurt Locker. W pułapce wojny, reż. Kathryn Bigelow
  - Wyróżnienie Specjalne:  Teza, reż. Haile Gerima /  Vegas: na podstawie prawdziwej historii, reż. Amir Naderi

Queerowy Lew dla najlepszego filmu o tematyce LGBT
- Jeden dzień w życiu, reż. Stefano Tummolini

Nagroda UNICEF-u
- Teza, reż. Haile Gerima

Nagroda UNESCO
- Birdwatchers, reż. Marco Bechis

Honorowy Złoty Lew za całokształt twórczości
- Ermanno Olmi